# Aichmühle (Titting)
Aichmühle ist ein Gemeindeteil des Marktes Titting im oberbayerischen Landkreis Eichstätt.

## Lage
Die Einöde Aichmühle liegt an einer Biegung des oberen Anlautertales etwa 700 m nordwestlich von Bürg auf circa 465 m Meereshöhe. Von Titting ist die Mühle rund drei Kilometer entfernt.

## Geschichte
Im Salbuch des Eichstättisch-Fürstbischöfliches Pflegamtes Titting-Bechthal von 1548 wird die Aichmühle zum Weiler Unterkesselberg gehörend genannt; die drei Weiler Ober-, Mittel- und Unterkesselberg bildeten damals eine „Gemain“. Grundherr war das Domkapitel zu Eichstätt. Im 17. Jahrhundert hatte die Mühle die Familie Bayr und im 18. Jahrhundert Eberhardt zu Lehen. Mit der Säkularisation übernahm 1802 Anton Schielein das Mühlgut „Eichmühle“.
Im Zuge der Gebietsreform kam Bürg zum 1. Juli 1971 durch die Eingemeindung der Gemeinde Kesselberg zum Markt Titting.

## Sonstiges
Am 1848 errichteten, durch Putzbänder gegliederten Wohnhaus der Mühle ist eine Sonnenuhr angebracht; das Zuhaus (Korb) aus dem 18. Jahrhundert besitzt ein Kalkplattendach. Im 19. Jahrhundert wurde eine Hofkapelle angebaut. Siehe: Denkmallisten-Eintrag für die Aichmühle.